# Erê
Erê é, no candomblé, o intermediário entre a pessoa e o seu Orixá. É por meio do Erê que o Orixá expressa sua vontade, que o noviço aprende as coisas fundamentais do candomblé, como as danças e os ritos específicos de seu Orixá.
A palavra erê vem do iorubá, erê, que significa "brincar". Daí a expressão siré que significa "fazer brincadeiras". A palavra iré em iorubá significa "boa ação ou favor". O Erê (não confundir com criança que em iorubá é Omo kekere) aparece instantaneamente logo após o transe do orixá, ou seja, o Erê é o intermediário entre o iniciado e o orixá. Durante o ritual de iniciação, o Erê é de suma importância, pois é o Erê que muitas das vezes trará as várias mensagens do orixá do recém-iniciado.
O Erê é às vezes confundido com ibeji, que, na verdade, é a inconsciência do novo omon-orixá, pois o Erê é o responsável por muita coisa e ritos passados durante o período de reclusão. O Erê conhece todas as preocupações do iyawo, também, aí chamado de omon-tú ou “criança-nova”. O comportamento do iniciado em estado de "Erê" é mais influenciado por certos aspectos de sua personalidade, que pelo caráter rígido e convencional atribuído a seu orixá. Após o ritual do orúko, ou seja, nome de iyawo, segue-se um novo ritual, ou o reaprendizado das coisas chamado panã.